# Warlock - L'angelo dell'apocalisse
Warlock - L'angelo dell'apocalisse (Warlock: The Armageddon) è un film del 1993 diretto da Anthony Hickox.
Per l'home video il film è stato distribuito col titolo Warlock II - L'angelo dell'apocalisse.

## Trama
Nel lontano passato, i Druidi hanno fermato l'ascesa del figlio di Satana usando delle rune magiche. Mentre stavano eseguendo un rituale su una donna scelta da Satana, essi vennero attaccati dai cristiani che ritenevano il loro operato satanico. La maggior parte dei Druidi furono uccisi e le pietre runiche furono disperse.
Nel presente, Kenny e Samantha sono due ragazzi che stanno vivendo la loro storia d'amore con alcune difficoltà. I loro genitori sono druidi; il padre della ragazza è un sacerdote che ha però trascurato le sue responsabilità come druido, mentre il padre del ragazzo uccide il figlio per poterlo così trasformare in un guerriero druido con l'aiuto della magia.
Altrove, una giovane donna è in possesso di una delle rune, essendo stata tramandata in eredità tra i membri della sua famiglia da secoli. Dopo averla indossata, la donna si affaccia alla finestra della sua cucina per osservare un'eclissi lunare. Resta così incinta e partorisce Warlock, il figlio di Satana. Dopo essere nato, Warlock uccide la donna che lo ha partorito quindi usa la carne del suo stomaco come mappa per trovare le altre rune magiche necessarie per liberare il padre dalla sua prigione.
Mentre Warlock si mette alla ricerca delle rune rimanenti seminando morte e distruzione al suo passaggio, Kenny, ormai giovane guerriero druido, impara a controllare i suoi nuovi poteri. Il giovane affronta poi il warlock insieme alla propria fidanzata, ma vengono entrambi fatti prigionieri. Warlock usa il potere delle sei rune per liberare Satana dalla sua prigione, ma Kenny riesce a ricacciarlo nelle tenebre usando la luce dei fari della sua macchina. Dopo un violento scontro con il Warlock, Kenny riesce ad ucciderlo con un coltello temperato con il metallo dal Santo Graal.

## Produzione
Sequel solo nominale e abbastanza deludente del film Warlock di Steve Miner sempre con Julian Sands nel ruolo dell'antagonista principale.
Girato in soli 38 giorni (dal 24 luglio al 6 settembre 1992) e con un budget di 3 milioni di dollari, il film finì per incassarne in totale 3.902.679.
Frank LaLoggia fu inizialmente chiamato per dirigere il film, ma fu cacciato dallo studio perché le sue idee per il film erano troppo costose.
Il film è noto anche con i titoli Warlock II e Warlock II - L'angelo dell'apocalisse.

## Colonna sonora
La colonna sonora del film è stata composta e diretta da Mark McKenzie. Le tracce furono pubblicate il 24 settembre 1993 via Intrada Records label.

### Tracce
1. The Battle Has Just Begun – 4:57
2. Swimming – 2:09
3. Birth Of The Warlock – 3:16
4. Ken's Magic – 3:13
5. May I Help You Sir? – 3:35
6. Give Me The Stones – 2:33
7. Samantha And Ken's Love – 2:10
8. Party Crasher – 2:25
9. Samantha Becomes A Warrior – 2:34
10. Ken's New Life – 4:09
11. Warlock Gathers The Stones – 2:16
12. Armageddon Averted – 3:21
13. A Warlock Fantasia – 4:03

Sigla di chiusura nei sottottitoli : Something Wicked eseguita dal gruppo thrash metal Nuclear Assault.

## Distribuzione
La pellicola uscì nelle sale statunitensi il 24 settembre 1993.
In Italia il film è stato distribuito direttamente in VHS negli anni novanta. Successivamente è stata pubblicata un'edizione DVD con traccia audio italiana ridoppiata.

## Videogioco
Nel 1995 l'Acclaim Entertainment ha realizzato un videogioco ispirato al film per il Super NES e il Sega Genesis.